# Aeroportul Municipal Vandalia
Aeroportul Municipal Vandalia (IATA: VLA, ICAO: KVLA, FAA LID: VLA) este un aeroport din Illinois, Statele Unite ale Americii.
Situat la o altitudine de 163,73856 m, aeroportul dispune de 2 piste.

## Infrastructură

### Piste
Aeroportul dispune de 2 piste. Pista 09/27 are suprafața de asfalt și dimensiunile 3.001 picioare × 75 picioare. Pista 18/36 are suprafața de asfalt și dimensiunile 3.751 picioare × 100 picioare. 